# Д’Ангара, Вера Михайловна
Вера Михайловна д’Ангара (20 сентября 1886 — 14 сентября 1971, Рим) ― художница, актриса театра и кино, журналистка, литератор.

## Биография
Вера Михайловна д’Ангара родилась в семье Михаила Григорьевича Натензона, железнодорожного служащего, переведенного вскоре на Забайкальскую железную дорогу в Иркутск, где Вера окончила гимназию.
В конце 1906 уехала в Европу, где вероятно, в Швейцарии, познакомилась с Петром Яковлевичем Эфроном (старший брат Сергея Эфрона мужа Марины Цветаевой) и стала его женой. В апреле 1909 у них в Париже родилась дочь Елизавета-Ирина, но в декабре 1909 ребёнок умер. Супруги развелись в 1913 году и Эфрон вернулся в Россию, где и умер от туберкулёза. В Париже вышла замуж за художника Илью Лазаревича Эренбурга, который в 1917 году вернулся в Россию, оставив в Париже жену и ребёнка, и погиб при невыясненных обстоятельствах в 1920 году.
В конце 1919 года знакомится с итальянским дипломатом и лингвистом Пьетро Сильвия Риветта графом Солонгелло (ит., литературный псевдоним Тодди) и переезжает в Рим. Её супруг становится стал сценаристом и режиссёром, а она под именем Веры Равич (девичья фамилия матери) снималась в немом кино, сыграв по крайней мере в 7 фильмах, а также рисовала афиши к фильмам. Вскоре она взяла себе псевдоним д’Ангара, в честь сибирской реки, на берегах которой прошло её детство.
С 1926 года стала актрисой Театра Независимых, в котором играла во многих постановках.
В 1929 году Тодди стал главным редактором известного еженедельного итальянского юмористического журнала «Il Travaso delle Idee» (ит.), где практически в каждом номере вплоть до середины 1935 года публиковались рисунки, шаржи, карикатуры, первоначально подписанные инициалами «V. d’A.», затем «Vera d’Angara».
В последующие годы продолжала заниматься живописью, организацией выставок, журналистикой.
Умерла 14 сентября 1971 года в Риме в возрасте 85 лет; была похоронена на Римском некатолическом кладбище Тестаччо.